# ایووتی
ایووتی (به پرتغالی: Ivoti) یک منطقهٔ مسکونی در برزیل است که در ریو گرانده جنوبی واقع شده‌است. ایووتی ۶۳٫۱۵ کیلومتر مربع مساحت و ۲۴٬۶۹۰ نفر جمعیت دارد و ۱۲۷ متر بالاتر از سطح دریا واقع شده‌است.